# Asian News International

Logo von Asian News International

Asian News International ist eine staatsnahe indische Nachrichtenagentur, die ihre syndizierten Nachrichteninhalte an indische Medienhäuser vertreibt. ANI wurde mehrfach und durch verschiedene Seiten als Propaganda-Werkzeug der indischen Regierung bezeichnet und geht daher in Indien rechtlich gegen Wikipedia vor.

## Geschichte
Das Unternehmen wurde von dem Fotojournalisten Prem Prakash gegründet, der zunächst für die britische Visnews arbeitete. Für seine langjährige Berichterstattung erhielt er verschiedene Auszeichnungen, darunter den MBE. Prakash gründete 1971 die Nachrichtenagentur TVNF, mit der er, dem Wunsch Indira Gandhis folgend, ein positives Image von Indien aufbaute. Mit TVNF produzierte er zahlreiche Filmreportagen für Doordarshan (DD), das indische Staatsfernsehen. TVNF wurde später  in ANI umbenannt. Prakash arbeitete weiterhin auch für Visnews und Reuters, welche in den 1970er Jahren Anteile von Visnews kaufte.
Sanjiv Prakash, der Sohn des Unternehmensgründers, heiratete am 3. November 1988 die junge Journalistin Smita Rao, die Tochter von Inna Ramamohan Rao, einem führenden Beamten im indischen Ministerium für Information und Rundfunk, ab 1985 Chief Information Officer der Indischen Armee. Smita Prakash arbeitete bereits seit 1986 für ANI, und die Heirat erlaubte es dem Unternehmen, seine direkten Kontakte zur indischen Regierung auszubauen. Beide stiegen bis in die 2000er Jahre an die Unternehmensspitze, wo sie Prem Prakash ablösten.
1993 erwarb Reuters Unternehmensanteile an ANI, und bezog bald seine Indien-Berichterstattung fast ausschließlich von ANI. Zugleich blieb Prem Prakash auch Indien-Chef von Reuters TV India (bis dahin Visnews Indien). ANI erwarb einen Ruf dafür, mit Kameras bei allen größeren Ereignissen und nach Unglücken vor Ort zu sein, während andere Nachrichtendienste, gerade aus dem Ausland, gar nicht erst auftauchten.
Um das Jahr 2000 erfolgte eine Blüte von Nachrichtensendern in der indischen Medienlandschaft, die allerdings nicht die Kapazitäten für eine landesweite Nachrichtenberichterstattung hatten. ANI konnte aus dem bereits weitgestreuten Netz an Video- und Fotojournalisten vor Ort Kapital schlagen und den neuen Sendern seine Beiträge verkaufen, während ANI weiter expandierte. Ebenfalls 2000 wurde DD Kashir gegründet, welches Rundfunk für den Staat Jammu und Kashmir anbot, und dessen Programminhalte von ANI produziert wurden. Zufällig war Rao, der Vater bzw. Schwiegervater der Prakashs, Berater des dortigen Chief Ministers. Die Tochterfirma Asian Films TV wurde ebenfalls 2000 gegründet. Der Aufstieg von ANI in der indischen Medienlandschaft erlaubte einen Umzug des Unternehmenssitzes nach Rama Krishna Puram, einem gehobenen Stadtviertel in Delhi.
In den späten 2000er Jahren kam es zu einer längeren Krisenzeit im Unternehmen, da indische Nachrichtensender mit der niedrigen Qualität von ANI-Reportagen unzufrieden waren. Sinkende Kosten für Übertragungswagen und -technik erlaubten es ihnen, eigene Inhalte zu produzieren und auf ANI als Mittelsmann zu verzichten. Zu neuen Wettbewerbern im Informationsmarkt gehörte auch UNI TV von Yashwant Deshmukh. Als weitere Wettbewerber wurden für 2013 auch NNIs (Partner von AP) und Press Trust of India gelistet.
2011 stieg Smita Prakashs Sohn Ishaan Prakash in eine Führungsrolle im Unternehmen auf und ging auf Konfrontationskurs zu den Wettbewerbern: neben einer Qualitätsoffensive in Indien selbst baute Prakash auch die Auslandsbüros aus und schloss Verträge mit zahlreichen indischen Regierungsbehörden auf Landes- und Staatsebene. Bei zahlreichen staatlichen Veranstaltungen wurden bald nur noch Kamerateams von Doordarshan und ANI zugelassen, was die Konkurrenz eindämmte und ANI half, seinen Quasi-Monopolstatus auf privat produzierte Nachrichteninhalte zurückzuerlangen. Mit Stand von 2017/18 wies ANI einen Umsatz von 682,3 Mio. Rupien (ungefähr 9–10 Mio. €) auf, dabei machte die an Reuters verkaufte Berichterstattung 25 Millionen Rupien aus. Der Gewinn 2017/2018 betrug rund 100 Mio. Rupien.
Als führende Journalistin von ANI interviewte Smita Prakash mehrfach Premier Modi, darunter in den Wahlkampagnen 2014 und 2019.

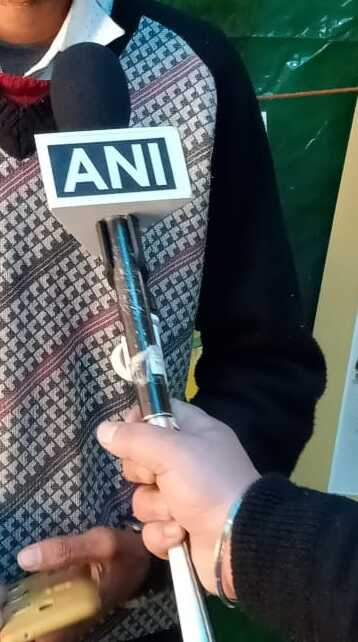
ANI-Mikro in einem Interview

## Unternehmen und Produkte
2007 verzeichnete ANI mehr als 50 Nachrichtenbüros, die meisten in Indien, und war damit die wichtigste Nachrichtenagentur des Subkontinents. Über drei „Subkontinent“-Kanäle wurden täglich ca. 18 Nachrichtenpakete von je drei Minuten Länge zusammengestellt, um auch die indische Diaspora mit Nachrichten aus dem Heimatland zu versorgen. Ferner gab es ANI TV mit ca. 25 Nachrichtenthemen pro Tag, welches auch längere Sendungen umfasste, darunter auch Interviews und Reportagen zu Wirtschaft, Unterhaltung, Gastronomie, Mode etc. Für den wire service wurden die meisten gängigen Audio- und Videoformate und Vertriebswege berücksichtigt, ferner Webcasting, SMS-Dienste, in andere (indische) Sprachen synchron-übersetzte oder untertitelte Programminhalte. Zu den Programmpaketen gehörten u. a.: South Asia Newsline (Englisch, Großbritannien), US Correspondent Notebook (Englisch, US), Dateline Punjab (Englisch und Panjabi), India's World (Englisch), This Week in India (Englisch), Kashmir Now (Hindi, Kashmiri), Dateline South Asia (Englisch), Hello Bollywood, Balle Punjab (Panjabi), Ghoomta Aina (Hindi).
Neben solchen festen Programmen, die per E-Mail oder FTP-Download angeboten wurden, bot ANI 2007 auch bedarfsgerechte Anpassungen an, um seinen Kunden (d. h. indische TV-Sender) maßgeschneiderte Programminhalte zu bieten. Mit mehr als hundert Nachrichten-Kamerateams in Indien konnte ANI auch Dreh-Dienstleistungen für ausländische Nachrichtenhäuser anbieten, die damit nur einen Korrespondenten schicken müssen und auf eine eigene Kameracrew verzichteten.
Für 2013 wurde sogar eine Zahl von mehr als 100 Nachrichtenbüros angegeben.
Im Jahr 2024 werden etwa 400 indische Nachrichtenkanäle und 1000 Zeitungen mit dem Material von ANI versorgt, alleine in Delhi arbeiten 60 Kameraleute für die Agentur.

## Kontroversen
2018 war ANI dafür bekannt, ein aggressiv auf Gewinn getrimmtes Geschäftsmodell zu verfolgen, in dem einzelnen Journalisten wenig Wert beigemessen wird. Ein Mitarbeitermanagement fehle und frühere Mitarbeiter würden drangsaliert.
Seit 2018 und 2019 wurde in mehreren längeren Reportagen die Anschuldigung vorgebracht, dass ANI als Propaganda-Werkzeug und Sprachrohr der regierenden Bharatiya Janata Party dient: Es habe praktisch als externe Pressestelle des Außenministeriums agiert, die Armee stets nur in positiven Licht gezeigt und Berichte über innere Unzufriedenheit unterdrückt. Auch im Kaschmir-Konflikt, wo ANI die beinahe einzige Quelle von Nachrichten war, sei einseitig berichtet worden, zudem sei auch der Medienberater Rao des Staats Jammu und Kaschmir mit den Prakashs verschwägert. Nach der Machtübernahme der BJP im Jahr 2014 sei die Parteinahme von ANI für die Regierung nochmals gewachsen, beispielsweise durch einseitig positiv gefärbte Berichterstattung von Wahlkämpfen, während die Opposition in möglichst ungünstigem Licht gezeigt werde. Interviews mit Regierungsvertretern würden stets höchst kollegial geführt, während die Opposition mit scharfen Fragen konfrontiert werde. Außer dem Staatsfernsehen seien nur ANI-Journalisten in der Entourage von Präsident Narendra Modi zugelassen, und BJP-Vertreter hätten sich bei ANI „PR-Pakete“ bestellen können. In den Podcasts von Smita Prakash würden abwechselnd etwa vier Regierungsvertreter für jeden Oppositionellen zu Wort kommen. ANI arbeite zunehmend mit gefälschten Videos und Fotos,. Eine Bias in der Berichterstattung richte sich klar gegen Muslime, beispielsweise bei der Darstellung von Verbrechen, wo die Religion von Muslimen stets thematisiert werde, während die Religionszugehörigkeit von Hindus verschwiegen werde.
2020 kam die Investigation der NGO EU DisinfoLab zu dem Schluss, dass die Srivastava Group im Auftrag von ANI in Europa ein Desinformations-Netzwerk betreibe: Einseitig würden Indien und Modi in bestem Licht dargestellt, während insbesondere Pakistan aber oft auch China negativ dargestellt würden. Es würden u. a. Fake-Interviews mit europäischen Politikern publiziert. Berichte auf den hunderten von Fake-News-Webseiten der Srivastava Group würden dann von ANI in Indien weiterverbreitet, oder auch ANI als Quelle angegeben. Dieses Desinformations-Netzwerk sei besonders dicht gespannt, und umfasse auch Think Tanks und mindestens 10 NGOs, die bei der UN in Genf akkreditiert seien, darunter beispielsweise eine seit Jahrzehnten defunkte NGO unter der Leitung von Louis Bruno Sohn, die nach dem Tod des Gründers wiederbelebt worden sei und nun unter dessen Namen agiere. In anderen Fällen seien Sprecher des Netzwerks bei Sitzungen des UNHCR oder bei Tagungen als Sprecher aufgetreten, um Pakistan anzuklagen. Auch viele Mitglieder des Europäischen Parlaments seien (meist unwissentlich) in die indischen Operationen verwickelt gewesen. Ein direkter Kontakt zur indischen Regierung sei zwar nicht nachweisbar, aber ANI unterhalte auch enge Kontakte zu indischen Geheimdiensten.
Im Juli 2024 ging ANI rechtlich gegen die Wikimedia Foundation (WMF) vor und verklagte die Organisation vor dem Delhi High Court, weil ANI durch den englischen Wikipedia-Artikel diffamiert werde. Angeblich würde die ANI „beschuldigt, als Propagandawerkzeug der gegenwärtigen indischen Zentralregierung zu dienen, ein weites Netzwerk von Fake-News-Webseiten zur Verbreitung von Material zu nutzen und zu verschiedenen Gelegenheiten falsch über Ereignisse zu berichten“. Diese Behauptungen seien „falsche und diffamierende Inhalte, mit der böswilligen Absicht, die Reputation der Nachrichtenagentur zu beschmutzen und ihr Ansehen zu diskreditieren“. Dafür fordert ANI 20 Millionen Rupien Schadensersatz. In den Verhandlungen forderte das Gericht WMF, alle verfügbaren persönlichen Informationen aller Beitragenden zu dem Wikipedia-Artikel über ANI preiszugeben. Der englische Wikipedia-Artikel über die Verhandlungen musste durch WMF gelöscht und vor Neuanlage geschützt werden.